# Nordische Skiweltmeisterschaften 2021/Teilnehmer
An den 53. Nordischen Skiweltmeisterschaften in Oberstdorf nehmen  Teilnehmer aus mehr als 60 Ländern teil.

## Athleten nach Ländern

### Andorra(AND)
| Herren - Irineu Esteve Altimiras | Damen - Carola Vila Obiols |

### Argentinien(ARG)
| Herren - Franco Dal Farra - Gonzalo Ángel Gomez - Mateo Lorenzo Sauma | Damen - María Cecilia Domínguez |

### Armenien(ARM)
| Herren - Mikajel Mikajeljan - Hratschja Panojan - Tadeos Poghosjan - Spartak Woskanjan | Damen - Katja Galstjan - Anna Mchitarjan |

### Australien(AUS)
| Herren - Phillip Bellingham - Seve de Campo - Mark Pollock | Damen - Tuva Bygrave - Katerina Paul |

### Belarus(BLR)
| Herren - Jahor Schpuntau - Aljaksandr Woranau | Damen - Nastassja Kirylawa |

### Belgien(BEL)
| Herren - Thibaut De Marre - Mathis Poutot - Titouan Serot | Damen |

### Bolivien(BOL)
| Herren - Timo Juhani Grönlund | Damen |

### Bosnien und Herzegowina(BIH)
| Herren - Stefan Anić - Miloš Čolić - Strahinja Erić - Miloš Stević | Damen - Sara Plakalović - Sanja Kusmuk |

### Brasilien(BRA)
| Herren - Steve Hiestand - Victor Santos - Manex Silva - Matheus Vasconcellos | Damen - Bruna Moura - Jaqueline Mourão - Mirlene Picin Mika |

### Bulgarien(BUL)
| Herren - Kristijan Boschilow - Simeon Dejanow - Todor Maltschow - Mario Matikanow - Aleksandar Ognjanow - Daniel Peschkow - Dimitar Rankow - Iwan Rankow - Wladimir Sografski | Damen - Kalina Nedjalkowa |

### Chile(CHI)
| Herren - Benjamin Amestica - Tomas Diaz - Martin Flores - Nicolás Lazo - Juan Luis Uberuaga - Yonathan Jesús Fernández García | Damen - Natalia Ayala |

### Dänemark(DEN)
| Herren - Hjalmar Michelsen - Martin Møller - Jacob Weel Rosbo - Joachim Weel Rosbo | Damen |

### Deutschland(GER)
| Herren - Thomas Bing - Lucas Bögl - Janosch Brugger - Jonas Dobler - Markus Eisenbichler - Sebastian Eisenlauer - Manuel Faißt - Severin Freund - Eric Frenzel - Karl Geiger - Vinzenz Geiger - Martin Hamann - Friedrich Moch - Florian Notz - Pius Paschke - Fabian Rießle - Johannes Rydzek - Constantin Schmid - Anian Sossau - Terence Weber | Damen - Katharina Althaus - Victoria Carl - Pia Fink - Antonia Fräbel - Maria Gerboth - Laura Gimmler - Luisa Görlich - Cindy Haasch - Katharina Hennig - Sofie Krehl - Lisa Lohmann - Sophia Maurus - Jenny Nowak - Anna Rupprecht - Coletta Rydzek - Juliane Seyfarth - Carina Vogt - Svenja Würth |

### Ecuador(ECU)
| Herren - Klaus Jungbluth Rodríguez | Damen |

### Estland(EST)
| Herren - Artti Aigro - Alvar Johannes Alev - Martin Himma - Andreas Ilves - Kristjan Ilves - Marko Kilp - Kaarel Kasper Kõrge - Kevin Maltsev | Damen - Kaidy Kaasiku - Keidy Kaasiku - Johanna Udras - Aveli Uustalu |

### Finnland(FIN)
| Herren - Antti Aalto - Ristomatti Hakola - Ilkka Herola - Eero Hirvonen - Perttu Hyvärinen - Wille Karhumaa - Niko Kytösaho - Lauri Lepistö - Jarkko Määttä - Joni Mäki - Juho Mikkonen - Otto Niittykoski - Iivo Niskanen - Eetu Nousiainen - Perttu Reponen - Markus Vuorela - Lauri Vuorinen | Damen - Susanna Forsström - Jasmi Joensuu - Julia Kykkänen - Anne Kyllönen - Katri Lylynperä - Johanna Matintalo - Laura Mononen - Vilma Nissinen - Krista Pärmäkoski - Jenny Rautionaho - Riitta-Liisa Roponen - Julia Tervahartiala |

### Frankreich(FRA)
| Herren - Adrien Backscheider - Mattéo Baud - Gaël Blondeau - Valentin Chauvin - Lucas Chanavat - Jean-Marc Gaillard - Antoine Gérard - Renaud Jay - Richard Jouve - Hugo Lapalus - Jules Lapierre - Maurice Manificat - Laurent Muhlethaler - Clément Parisse | Damen - Léna Brocard - Julia Clair - Delphine Claudel - Flora Dolci - Joséphine Pagnier - Léna Quintin |

### Griechenland(GRE)
| Herren - Georgios Anastasiadis - Apostolos Angelis - Angelos Antoniadis - Athanasios Gastis - Kleanthis Karamichas - Nikolaos Tsourekas - Dimitris Velivassis | Damen - Konstantina Charalampidou - Eleni Ioannou - Ioanna Kotsalou - Paraskevi Ladopoulou - Maria Danou - Nefeli Tita |

### Iran(IRI)
| Herren - Alireza Moghdid - Danial Saveh Shemshaki - Yasin Shemshaki - Sattar Seid | Damen - Samaneh Beirami Baher - Farzaneh Rezasoltani - Zahra Saveh Shemshaki - Sahel Tir |

### Irland(IRL)
| Herren - Brian Kennedy - Thomas Maloney Westgård | Damen |

### Island(ISL)
| Herren - Dagur Benediktsson - Snorri Einarsson - Albert Jónsson - Isak Stianson Pedersen | Damen - Gígja Björnsdóttir |

### Israel(ISR)
| Herren - Warren Aubrey Samberg | Damen |

### Italien(ITA)
| Herren - Giovanni Bresadola - Raffaele Buzzi - Francesco Cecon - Samuel Costa - Simone Daprà - Francesco De Fabiani - Stefano Gardener - Alex Insam - Aaron Kostner - Simone Mocellini - Daniel Moroder - Federico Pellegrino - Alessandro Pittin - Maicol Rastelli - Giandomenico Salvadori - Paolo Ventura | Damen - Anna Comarella - Martina Di Centa - Daniela Dejori - Ilaria Debertolis - Francesca Franchi - Caterina Ganz - Greta Laurent - Emilie Jeantet - Jessica Malsiner - Lara Malsiner - Nicole Monsorno - Lena Prinoth - Lucia Scardoni - Annika Sieff |

### Japan(JPN)
| Herren - Naoto Baba - Kodai Kimura - Junshirō Kobayashi - Ryōyū Kobayashi - Hiroyuki Miyazawa - Hideaki Nagai - Naoki Nakamura - Keiichi Satō - Yukiya Satō - Takatsugu Uda - Akito Watabe - Yoshito Watabe - Ryōta Yamamoto - Keishin Yoshida | Damen - Sana Azegami - Masako Ishida - Yūki Itō - Kaori Iwabuchi - Yuna Kasai - Miki Kodama - Nozomi Maruyama - Ayane Miyazaki - Anju Nakamura - Yūka Setō - Sara Takanashi - Masae Tsuchiya - Shiori Yokohama |

### Kanada(CAN)
| Herren - Philippe Boucher - MacKenzie Boyd-Clowes - Antoine Cyr - Rémi Drolet - Russell Kennedy - Graham Ritchie - Matthew Soukup | Damen - Dahria Beatty - Natasha Bodnarchuk - Cendrine Browne - Natalie Eilers - Laura Leclair - Alexandria Loutitt - Maya MacIsaac-Jones - Nicole Maurer - Katherine Stewart-Jones - Abigail Strate |

### Kasachstan(KAZ)
| Herren - Maghschan Amankeldiuly - Nail Baschmakow - Konstantin Borzow - Wjatscheslaw Botschkarjow - Nikita Dewjatkin - Olschas Klimin - Sabyrschan Muminow - Eldar Orussajew - Witali Puchkalo - Schyngghys Rakparow - Sergei Tkatschenko - Nurschat Tursynschanow - Danil Wassiljew - Jewgeni Welitschko | Damen - Irina Bykowa - Olga Mandrika - Dajana Pecha - Aischa Rakischewa - Darja Rjaschko - Anna Schewtschenko - Angelina Schuryga - Walerija Tjulenewa |

### Kolumbien(COL)
| Herren - Carlos Andrés Quintana - Andrew Theall | Damen - Fiorella D'Croz Brusatin |

### Kroatien(CRO)
| Herren - Krešimir Crnković - Petar Perušić - Marko Skender - Ivan Zaharija | Damen - Tena Hadžić - Nika Jagečić - Vedrana Malec |

### Lettland(LAT)
| Herren - Indulis Bikše - Īlvars Bisenieks - Lauris Kaparkalējs - Aleksandrs Artūrs Ļūļe - Niks Saulītis - Raimo Vīgants - Markuss Vinogradovs | Damen - Kitija Auziņa - Baiba Bendika - Patrīcija Eiduka - Samanta Krampe - Estere Volfa |

### Libanon(LIB)
| Herren - Paul Keyrouz - Salim Lozom - Charbel Neemeh - Elie Tawk | Damen - Huguette Fakhry - Nour Keirouz - Raquel Sukkar |

### Liechtenstein(LIE)
| Herren | Damen - Nina Riedener |

### Litauen(LTU)
| Herren - Jaunius Drūsys - Paulius Januškevičius - Edvinas Šimonutis - Tautvydas Strolia - Modestas Vaičiulis | Damen - Emilija Bučytė - Gabija Bučytė - Ieva Dainytė - Eglė Savickaitė |

### Luxemburg(LUX)
| Herren - Kari Peters | Damen |

### Malaysia(MAS)
| Herren - Wei Yan Tang | Damen |

### Mexiko(MEX)
| Herren - Pedro Montes de Oca - Antonio Pineyro - Rodrigo Rangel - Jonathan Soto Moreno | Damen - Regina Martínez Lorenzo |

### Mongolei(MGL)
| Herren - Batmönchiin Atschbadrach - Ganbayar Bayarsaikhan - Munkhgerel Dashdondog - Zolbayar Otgonlkhagva | Damen - Ariunsanaagiin Enchtuul - Nomin-Erdene Barsnyam - Nomunaa Bolortsetseg |

### Montenegro(MNE)
| Herren - Aleksandar Grbović | Damen - Marija Bulatović |

### Neuseeland(NZL)
| Herren - Campbell Wright | Damen |

### Nigeria(NGA)
| Herren - Samuel Uduigowme Ikbefan | Damen |

### Nordmazedonien(MKD)
| Herren - Stavre Jada - Andonaki Kostoski - Nikola Kostoski - Darko Krsteski - Nikola Petkovski - Dejvid Veličkovski | Damen - Ana Cvetanovska - Mihaela Danoska - Evgenija Zdravevska |

### Norwegen(NOR)
| Herren - Harald Østberg Amundsen - Espen Andersen - Espen Bjørnstad - Johann André Forfang - Pål Golberg - Jørgen Graabak - Halvor Egner Granerud - Anders Håre - Hans Christer Holund - Emil Iversen - Robert Johansson - Johannes Høsflot Klæbo - Simen Hegstad Krüger - Marius Lindvik - Martin Løwstrøm Nyenget - Jens Lurås Oftebro - Einar Lurås Oftebro - Jarl Magnus Riiber - Sjur Røthe - Martin Johnsrud Sundby - Daniel-André Tande - Håvard Solås Taugbøl - Erik Valnes - Sivert Wiig | Damen - Frida Berger - Thea Minyan Bjørseth - Maiken Caspersen Falla - Mille Moen Flatla - Helene Marie Fossesholm - Ragnhild Haga - Gyda Westvold Hansen - Therese Johaug - Anne Kjersti Kalvå - Mari Leinan Lund - Marte Leinan Lund - Maren Lundby - Hanna Midtsundstad - Mathilde Myhrvold - Silje Opseth - Ane Appelkvist Stenseth - Anna Odine Strøm - Anna Svendsen - Lotta Udnes Weng - Tiril Udnes Weng - Heidi Weng |

### Österreich(AUT)
| Herren - Philipp Aschenwald - Manuel Fettner - Michael Föttinger - Martin Fritz - Lukas Greiderer - Michael Hayböck - Jan Hörl - Daniel Huber - Thomas Jöbstl - Lukas Klapfer - Stefan Kraft - Johannes Lamparter - Benjamin Moser - Lukas Mrkonjic - Mario Seidl - Mika Vermeulen | Damen - Lisa Hirner - Chiara Hölzl - Daniela Iraschko-Stolz - Sigrun Kleinrath - Marita Kramer - Eva Pinkelnig - Claudia Purker - Annalena Slamik - Sophie Sorschag - Teresa Stadlober - Lisa Unterweger - Barbara Walchhofer |

### Peru(PER)
| Herren - Jaime Luis Huerta Osorio | Damen |

### Polen(POL)
| Herren - Kacper Antolec - Dominik Bury - Kamil Bury - Mateusz Haratyk - Dawid Kubacki - Szczepan Kupczak - Klemens Murańka - Maciej Staręga - Andrzej Stękała - Kamil Stoch - Andrzej Szczechowicz - Jakub Wolny - Piotr Żyła | Damen - Karolina Kaleta - Kamila Karpiel - Nicole Konderla - Karolina Kukuczka - Izabela Marcisz - Kinga Rajda - Monika Skinder - Joanna Szwab - Anna Twardosz |

### Portugal(POR)
| Herren - José Cabeça - Filipe Cabrita - André Gonçalves | Damen - Angelika da Silva |

### Rumänien(ROM)
| Herren - Daniel Cacina - Andrei Feldorean - Petrică Hogiu - Nicolae Sorin Mitrofan - Raul Mihai Popa - Paul Constantin Pepene - Mihnea Spulber | Damen - Delia Folea - Daniela Haralambie - Tímea Lőrincz - Alessia Mîțu-Cosca - Andreea Diana Trâmbițaș |

### Russischer Skiverband (RSF)
| Herren - Sergei Ardaschew - Wjatscheslaw Barkow - Jewgeni Below - Alexander Bolschunow - Artjom Galunin - Iwan Jakimuschkin - Jewgeni Klimow - Denis Kornilow - Artjom Malzew - Ilja Mankow - Samir Mastijew - Andrei Melnitschenko - Alexander Milanin - Michail Nasarow - Gleb Retiwych - Danil Sadrejew - Eduard Schirnow - Ilja Semikow - Denis Spizow - Alexander Terentjew - Alexei Tscherwotkin - Sergei Ustjugow | Damen - Irina Awwakumowa - Anastassija Falejewa - Swetlana Gladikowa - Anastassija Gontscharowa - Marija Istomina - Jana Kirpitschenko - Jewgenija Krupizkaja - Irma Machinja - Christina Mazokina - Stefanija Nadymowa - Natalja Neprjajewa - Anna Netschajewskaja - Kristina Prokopjewa - Alissa Schambalowa - Anna Schpynjowa - Tatjana Sorina - Weronika Stepanowa - Julija Stupak - Sofja Tichonowa - Tschulpan Walijewa - Lilija Wassiljewa |

### Schweden(SWE)
| Herren - Jens Burman - Anton Persson - Marcus Grate - Johan Häggström - Calle Halfvarsson - William Poromaa - Björn Sandström - Oskar Svensson - Karl-Johan Westberg | Damen - Ebba Andersson - Maja Dahlqvist - Johanna Hagström - Charlotte Kalla - Frida Karlsson - Astrid Norstedt - Emma Ribom - Jonna Sundling - Linn Svahn - Frida Westman |

### Schweiz(SUI)
| Herren - Simon Ammann - Jonas Baumann - Dario Cologna - Gregor Deschwanden - Roman Furger - Valerio Grond - Jovian Hediger - Erwan Käser - Beda Klee - Dominik Peter - Candide Pralong - Jason Rüesch - Roman Schaad - Andreas Schuler | Damen - Nadine Fähndrich - Laurien van der Graaff - Alina Meier |

### Serbien(SRB)
| Herren - Miloš Đorđević - Miloš Milosavljević - Đorđe Paunović - Rejhan Šmrković | Damen - Maida Drndić - Dženana Hodžić - Anja Ilić - Andrea Marković |

### Slowakei(SVK)
| Herren - Ján Koristek | Damen - Barbora Klementová - Alena Procházková |

### Slowenien(SLO)
| Herren - Gašper Brecl - Benjamin Črv - Vili Črv - Žiga Jelar - Janez Lampič - Anže Lanišek - Bor Pavlovčič - Cene Prevc - Domen Prevc - Peter Prevc - Vid Vrhovnik | Damen - Urša Bogataj - Jerneja Brecl - Ema Klinec - Anamarija Lampič - Anja Mandeljc - Nika Križnar - Špela Rogelj - Eva Urevc - Silva Verbič - Ema Volavšek |

### Spanien(ESP)
| Herren - Ricardo Izquierdo-Bernier - Jaume Pueyo - Imanol Rojo | Damen - María Iglesias |

### Südkorea(KOR)
| Herren - Kim Eun-ho - Jeong Jong-won - Park Je-un - Kim Min-woo | Damen - Han Da-som - Lee Eui-jin |

### Tansania(TAN)
| Herren - Nzumbe Nyanduga | Damen |

### Thailand(THA)
| Herren - Mark Chanloung | Damen - Karen Chanloung |

### Trinidad und Tobago(TRI)
| Herren - Nicholas Lau | Damen |

### Tschechien(CZE)
| Herren - Jonáš Bešťák - Ondřej Černý - Lukáš Daněk - Adam Fellner - Petr Knop - Čestmír Kožíšek - Michal Novák - Ondřej Pažout - Jan Pechoušek - Viktor Polášek - Tomáš Portyk - Filip Sakala - Luděk Šeller - Vojtěch Štursa - Jan Vytrval | Damen - Tereza Beranová - Petra Hynčicová - Karolína Indráčková - Kateřina Janatová - Veronika Jenčová - Tereza Koldovská - Petra Nováková - Štěpánka Ptáčková - Kateřina Razýmová - Klára Ulrichová |

### Türkei(TUR)
| Herren - Ömer Ayçiçek - Hamza Dursun - Yusuf Emre Fırat - Amed Oğlağo | Damen - Ayşenur Duman - Seher Kaçmaz |

### Ukraine(UKR)
| Herren - Dmytro Drahun - Witalij Hrebenjuk - Witalij Kalinitschenko - Anton Kortschuk - Jewhen Marussjak - Dmytro Masurtschuk - Wiktor Passitschnyk - Ruslan Perechoda - Andrij Pylyptschuk - Oleksandr Schumbarez - Andrij Waskul | Damen - Maryna Anzybor - Waljanzina Kaminskaja - Julija Krol - Wiktorija Olech - Tetjana Pylyptschuk |

### Ungarn(HUN)
| Herren - Ádám Büki - Soma Gyallai - Ádám Kónya - Kristóf Lágler | Damen - Sára Pónya - Virág Vörös |

### Venezuela(VEN)
| Herren - Eduardo Arteaga | Damen |

### Vereinigtes Königreich(GBR)
| Herren - James Clugnet - Andrew Musgrave - Andrew Young | Damen |

### Vereinigte Staaten(USA)
| Herren - Erik Belshaw - Kevin Bolger - Decker Dean - Taylor Fletcher - Jasper Good - Simeon Hamilton - Logan Hanneman - Casey Larson - Ben Loomis - Niklas Malacinski - David Norris - Ben Ogden - Scott Patterson - James Clinton Schoonmaker - Andrew Urlaub - Gus Schumacher - Jared Shumate - Hunter Wonders | Damen - Tess Arnone - Annika Belshaw - Sadie Maubet Bjornsen - Alexa Brabec - Rosie Brennan - Sophie Caldwell Hamilton - Jessica Diggins - Tara Geraghty-Moats - Anna Hoffmann - Paige Jones - Julia Kern - Sophia Laukli - Annika Malacinski - Katharine Ogden - Logan Sankey - Hailey Swirbul |

### Volksrepublik China(CHN)
| Herren | Damen - Bayani Jialin - Dinigeer Yilamujiang |